# ظلع
الظلع أو العَرَج (بالإنجليزية: Claudication)‏ هو مصطلح طبي يُشير عادة إلى ضعف، ألم، عدم راحة، تشنج، خدر أو تعب في الساقين أثناء المشي أو الوقوف، ويزول بالراحة. وتتراوح درجة الألم من ألم خفيف إلى ألم مفرط. وتُعتبر الربلة أكثر الأماكن لحدوث الظلع، كما أنه قد يؤثر أيضًا على القدمين والفخذين والوركين والأرداف والأذرع.
تأتي عبارة الظلع من ظلع البعيرُ إذا غمز في مشيه، واستعمل هذا المصطلح نظرا لكون هذه الحالة ليست ثابتة طوال مسيرة المشي.

## الأنواع

### ظلع وعائي متقطع
عادة ما يشير مصطلح الظلع الوعائي (الشرياني) المتقطع إلى آلام ناتجة من تشنج عضلات الأرداف أو الساق، وخاصة الربلة. ويحدث ذلك بسبب ضعف الدورة الدموية في المنطقة المصابة، معروف باسم مرض الشريان المحيطي. وغالبًا ما يكون ضعف الدورة الدموية هذا نتيجة انسدادات تصلب الشرايين المغذية لهذه المنطقة المصابة، كما فد يكون الأفراد الذين يعانون من الظلع المتقطع مصابون بمرض السكري، ولم يتم تشخيصهم به بعد، وهناك عامل مساهم آخر هو الجلوس المفرط (لعدة ساعات)، خاصة في حالة عدم وجود فترات راحة معقولة، بجانب نقص عام في المشي أو الممارسة الرياضية الأخرى التي تحفز الساقين.

### ظلع عصبي المنشأ
يحدث الظلع العصبي المنشأ بسبب انضغاط جذر العصبون أو تضيقالقناة الشوكية، عادة بسبب أمراض العمود الفقري التنكسسية، غالبًا في مستوى الفقرات القطنية.

### ظلع الفك
يتمثل ظلع الفك في شكل ألم في الفك أو الأذن أثناء المضغ. يحدث هذا بسبب عدم كفاية الشرايين التي تزود عضلات الفك، المصاحب لالتهاب الشريان ذو الخلايا العملاقة.

## التشخيص

### التشخيص التفريقي
عادة ما يحدث العرج الوعائي (أو الشرياني) بعد المجهود أو المشي لمسافة معينة في ظل وجود قصور في التغذية الدموية (نقص تدفق الدم) حيث يزيد احتياج العضلات للأكسجين (بسبب المجهود). ويظهر ذلك في شكل تشنج في الطرف السفلي، وتساعد الراحة حتى ولو بالتوقف عن المشي في تخفيف ألم التشنج.
يمكن التمييز بين الظلع العصبي المنشأ من الظلع الوعائي (الشرياني) بالاعتماد على المجهود والموضع، ففي الظلع العصبي المنشأ، تؤدي التغييرات في موضع الجسد إلى زيادة تضيق (اختناق) القناة الشوكية مما يزيد من الضغط على الجذور العصبية وبالتالي زيادة الأعراض. فمثلا الوقوف وفرد العمود الفقري يضيق قطر القناة الشوكية، فيما أن الجلوس وثني العمود الفقري يوسع من قطر القناة الشوكية، ومن ثم فإن الشخص المصاب بالظلع العصبي المنشا تتفاقم التشنجات في ساقه أثناء الوقوف الدائم أو المشي الطويل، فيما تقل الأعراض خلال الجلوس.

## العلاج
تُستخدم عادة عوامل حصر مستقبلات ألفا-1 الأدرينالية لعلاج آثار تضيق الأوعية المسبب للظلع الوعائي. وقد اعتمد عقار السيلوستازول (الاسم التجاري: Pletal) من قِبل إدارة الغذاء والدواء الأمريكية لعلاج الظلع المتقطع، إلا أنه ممنوع استخدامه في المرضى الذين يعانون من قصور القلب، وربما لا تظهر نتائجه إلا بعد مدة أسبوعين إلى ثلاثة أسابيع.
يمكن علاج الظلع العصبي المنشأ جراحيا بإزالة الضغط الواقع على الحبل الشوكي.

## مآل المرض
يُعتبر مآل المرض في الأشخاص المصابين بمرض الشريان المحيطي بسبب تصلب الشرايين سيئا؛ فالمرضى الذين يعانون من الظلع المتقطع بسبب تصلب الشرايين هم في خطر متزايد من الموت بسبب أمراض القلب والأوعية الدموية (مثل النوبة القلبية)، لأن نفس المرض الذي يؤثر على الساقين غالبا ما تكون موجودة في شرايين القلب. فيما يُعتبر مآل الظلع العصبي المنشأ جيدا متي ما أمكن معالجة سببه جراحياً.